# Lytta nuttalli
Lytta nuttalli är en skalbaggsart som beskrevs av Thomas Say 1824. Lytta nuttalli ingår i släktet Lytta och familjen oljebaggar. Inga underarter finns listade i Catalogue of Life.

## Bildgalleri

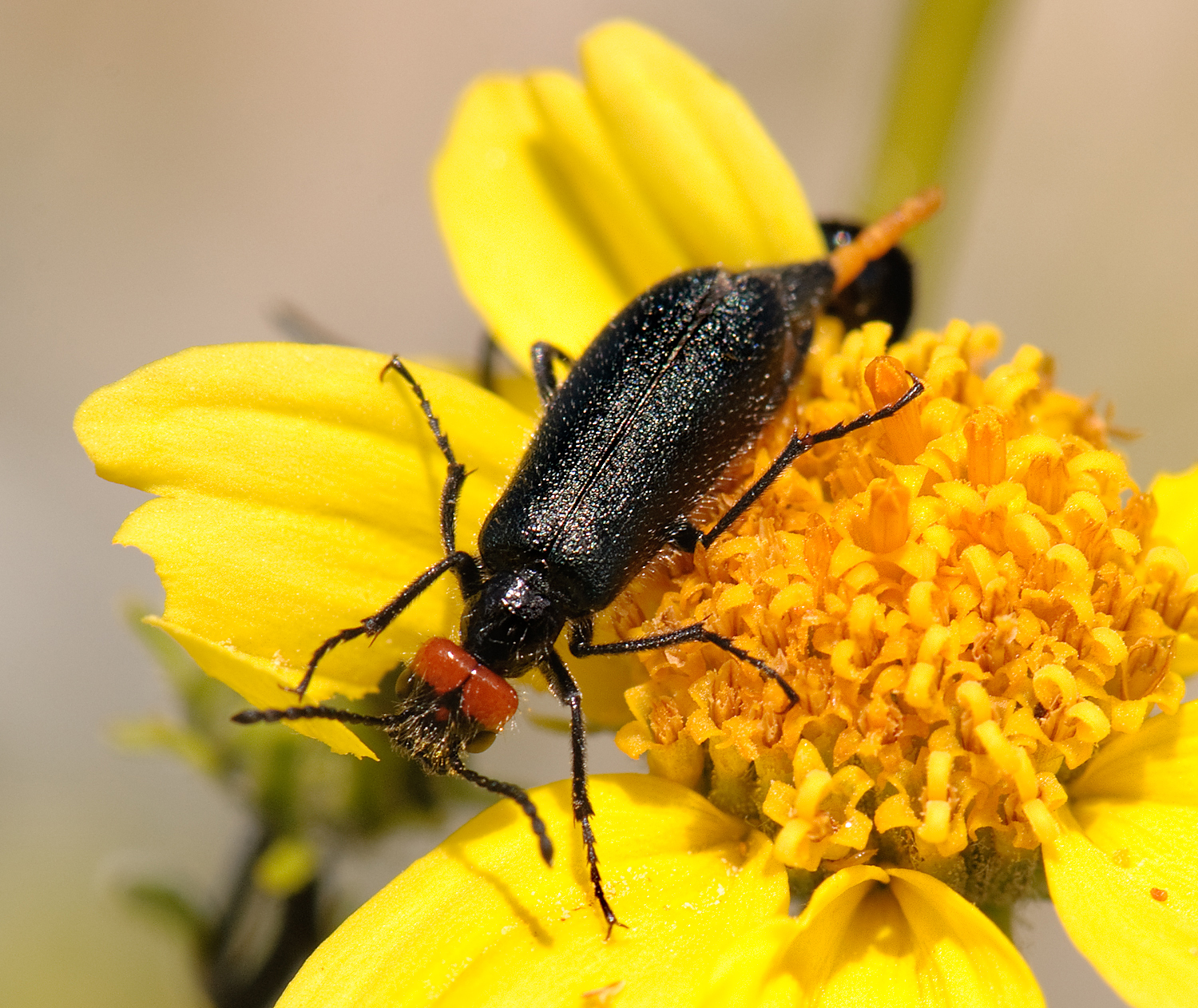